# (35645) 1998 KU60
1998 KU60 (asteroide 35645) é um asteroide da cintura principal. Possui uma excentricidade de 0.14660250 e uma inclinação de 12.00145º.
Este asteroide foi descoberto no dia 23 de maio de 1998 por LINEAR em Socorro.